# Beltsville (indyk)

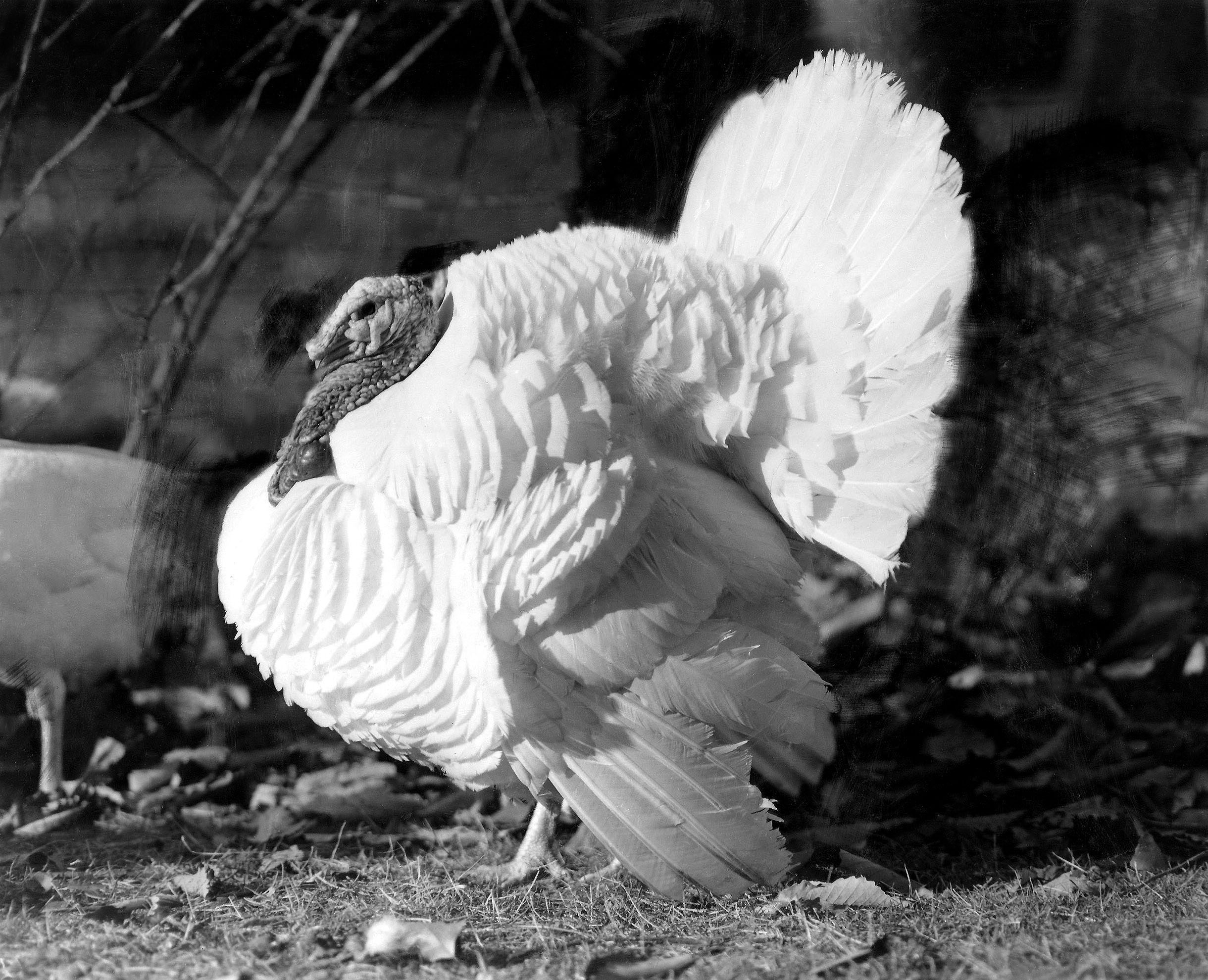

Beltsville − rasa indyków wyhodowana w Beltsville, w amerykańskim stanie Maryland, w 1934 roku uznana za nową, odrębną rasę. W budowie indyki beltsville są podobne do tych należących do rasy bronz szerokopierśny, ale charakteryzują się białym upierzeniem i mniejszą masą ciała; samiec osiąga 8-12 kg, a samica 4-6 kg. Do Polski rasę sprowadzono w 1960 roku.